# Tetterode (geslacht)
Tetterode is een Nederlandse familie die vooral bekend werd als naamgever van de Lettergieterij Tetterode.

## Geschiedenis
De oudst bekende voorvader is Claes Symonsz. die omstreeks 1571 in Haarlem werd geboren. Zijn zoon Symon Claesz. van Tetterode (1615-1662) noemde zich als eerste Van Tetterode. Vanaf zijn kleinzoon ontbreekt het tussenvoegsel.
Nicolaas Tetterode (1816-1894) richtte de lettergieterij Tetterode op in 1851; leden van zijn familie waren daar ook directeur.
De familie werd in 1967 opgenomen in het genealogische naslagwerk Nederland's Patriciaat.

## Enkele telgen
ds. Nicolaas Tetterode (1715-1773), predikant te Amsterdam
- Jan Tetterode (1745-1807), kassier te Amsterdam
  - Nicolaas Tetterode (1783-1834), directeur firma J.H. Hötze en Cie.
    - Jan Tetterode (1806-1874), lid firma Gebr. Tetterode & Cie, groothandel in stokvis en traan, medeoprichter en directeur suikerfabriek Fisler en Tetterode
      - Nicolaas Tetterode (1834-1895), lid firma N.V. Lettergieterij Amsterdam v./h. N. Tetterode
        - Nicolette Gesina Tetterode (1881-1971); trouwde in 1902 met prof. dr. Hubert Octave Pernot (1870-1946), hoogleraar Griekse taal en letterkunde aan de Sorbonne te Parijs

      - Jan Tetterode (1838-1886), medeoprichter en directeur firma Spakler en Tetterode

    - Christiaan Johannes Stephanus Tetterode (1809-1876), lid firma Gebr. Tetterode & Cie., groothandel in stokvis en traan te Amsterdam
    - Nicolaas Tetterode (1816-1894), oprichter en directeur N.V. Lettergieterij Amsterdam v./h. N. Tetterode
      - Jan Tetterode (1849-1912), directeur N.V. Lettergieterij Amsterdam v./h. N. Tetterode

Geslachten die opgenomen zijn in het sinds 1910 verschijnende genealogische naslagwerk Nederland's Patriciaat. Lijst volgens opgave van het CBG Centrum voor familiegeschiedenis.
A · B · C · D · E · F · G · H · I · J · K · L · M · N · O · P · Q · R · S · T · U · V · W · Y · Z